# Campionati oceaniani di canoa slalom 2020
I Campionati oceaniani di canoa slalom 2020 sono stati la 5ª edizione della competizione continentale. Si sono svolti ad Auckland, in Nuova Zelanda, dall'1 al 3 febbraio 2020.

## Podi

### Uomini
| Evento    | Oro            | Punti  | Argento        | Punti  | Bronzo       | Punti  |
| Canoa C-1 | Daniel Watkins | 101.57 | Zachary Lokken | 103.34 | Ian Borrows  | 106.12 |
| Kayak K-1 | Lucien Delfour | 85.76  | Michal Smolen  | 91.33  | Finn Butcher | 91.07  |

### Donne
| Evento    | Oro                      | Punti  | Argento       | Punti  | Bronzo          | Punti  |
| Canoa C-1 | Monica Doria Villarrubla | 112.60 | Evy Leibfarth | 119.06 | Demelza Wall    | 122.00 |
| Kayak K-1 | Jessica Fox              | 102.14 | Luuka Jones   | 102.63 | Camille Prigent | 106.88 |